# Charles Emmanuel Jodelet
Pour les articles homonymes, voir Jodelet (homonymie).
Charles Emmanuel Jodelet, né à Augerans (Jura) le 24 décembre 1883 et mort à Paris le 3 janvier 1973, est un peintre, graveur et illustrateur français.

## Biographie
Charles Emmanuel Jodelet est élève de Bernard Naudin et Charles Guérin, lui-même élève de Gustave Moreau. Ses premières œuvres sont des aquarelles et des dessins. Puis il travaille comme graveur et lithographe à Dole dans l’imprimerie Courbe-Rouzet avant de s'installer à Paris. Il expose au Salon d'automne et au Salon des Tuileries. Il réalise des dessins pendant la Seconde Guerre mondiale.
Il prend pour sujet les petits rats de l’opéra et devient un artiste familier de l’opéra de Paris. Il produit de nombreux tableaux pour lesquels il reçoit plusieurs prix. 
Jodelet rapporte des carnets de dessins de ses nombreux voyages. Il est aussi illustrateur et caricaturiste. Il illustre plusieurs ouvrages, comme le roman La Vagabonde de Colette, Un bon petit diable de la comtesse de Ségur ou Dansons la trompeuse de Raymond Escholier et Marie-Louise Escholier.
Ses œuvres sont conservées au musée de l'Armée, à l’hôtel de ville de Paris et au musée des Beaux-Arts de Dole.

## Hommages
- Une rue de Dole porte son nom.
- Une place à Augerans, sa commune natale, porte également son nom.

## Œuvres

### Peintures et estampes
- Les Forains, gravure sur bois.
- Les Petits Rats de l’Opéra.
- La Leçon de guitare.
- Coin de tranchée, 1916.
- La Marchande de gui.
- Ballet, 1933.
- Bord de l’Ognon, 1935.
- La Fleuriste ambulante.
- Bonisseurs.

### Illustrations
Paul Reboux " Gérard et les fourmis " illustrations de A. M. Le Petit et Jodelet, Ernest Flammarion Éditeur, Paris, 1932